# Kingfish (band)
Kingfish was een in 1973 opgerichte Amerikaanse West Coastband, die rock-'n-roll en countryrock speelden, geleid door Matthew Kelly, een muzikant, zanger en songwriter die gitaar en mondharmonica speelde. Kelly was mede-oprichter van Kingfish in 1973 met New Riders of the Purple Sage bassist Dave Torbert en mede San Francisco Bay Area muzikanten Robbie Hoddinott (lead gitaar), Chris Herold (drums) en Mick Ward (keyboards). Ward overleed later dat jaar bij een auto-ongeluk en werd vervangen door Barry Flast, een andere toetsenist uit San Francisco.

## Bezetting
Oprichters
- Matthew Kelly (zang, gitaar, mondharmonica)
- Dave Torbert (zang, gitaar, basgitaar)
- Robbie Hoddinott (gitaar, steelgitaar, tot 1977)
- Chris Herold (drums, percussie, tot 1977)
- Mick Ward (piano, 1973)

Laatste bezetting
- Matthew Kelly (zang, gitaar, mondharmonica)
- Dave Torbert (zang, gitaar, basgitaar)
- Michael O'Neill (zang, gitaar, vanaf 1977)
- Joe English (drums, vanaf 1977)
- Bob Hogins (zang, keyboards, vanaf 1977)

Voormalige leden
- Bob Weir (zang, gitaar, 1974–1977)

## Geschiedenis
In 1974 werd Kingfish meer bekend en tekende ze hun eerste platencontract, nadat Grateful Dead-gitarist en zanger Bob Weir, een oude vriend van Kelly, zich bij de band voegde. (Kelly was eerder een gastmuzikant op het Grateful Dead-album Wake of the Flood). Weir toerde met Kingfish en was bandlid op hun eerste twee albums Kingfish en Live 'n' Kickin'. Toen The Dead in 1976 weer begon te toeren, verliet Weir Kingfish, samen met Robbie Hoddinott en Chris Herold, die toen werden vervangen door Michael O'Neill (leadgitaar) en David Perper (drums). (Kelly verscheen later op de Grateful Dead albums Shakedown Street en The Closing of Winterland, en op Weirs album Bobby and the Midnites. In 1995 werd hij een van de oprichters van Weirs band RatDog).
De bezetting van de band bleef veranderen, met Kelly en Torbert als kern. In 1979 gingen Torbert en Kelly uit elkaar en formeerde Torbert een nieuwe bezetting met Danny 'Rio' DeGennaro en Michael O'Neill op gitaar en gedeelde zang. Ook deel van die bezetting waren Steve Shive (drums) en Ralph Liberto (keyboards, saxofoon). 
Vanaf 1984 hergroepeerde Kingfish zich van tijd tot tijd en ging op tournee met een geleidelijk evoluerende bezetting van muzikanten onder leiding van Matthew Kelly. In 1987 bracht Kelly ook het soloalbum A Wing and a Prayer uit.
In 1995 verscheen het dubbelalbum In Concert met een optreden in New York uit 1976. In 1999 bracht Kingfish het studioalbum Sundown on the Forest uit, opgenomen over een periode van meerdere jaren met verschillende combinaties van muzikanten, waaronder Bob Weir en een aantal andere Kingfish-veteranen. Kelly had RatDog het jaar daarvoor verlaten en woonde op Hawaï. Sindsdien heeft Kingfish niet meer live opgetreden.

## Overlijden
Dave Torbert overleed in 1982 aan een hartaanval. Danny DeGennaro werd op 28 december 2011 doodgeschoten. Robbie Hoddinott overleed op 6 maart 2017, een dag voor zijn 63ste verjaardag, aan leverfalen.

## Discografie

### Albums
- 1976: Kingfish (Round)
- 1976: Dig
- 1977: Live 'n' Kickin' (Jet)
- 1978: Trident (Jet)
- 1985: Kingfish (Relix)
- 1985: Alive in Eighty Five (Relix)
- 1995: In Concert (live)
- 1996: Kingfish in Concert: King Biscuit Flower Hour (King Biscuit)
- 1997: Relix's Best of Kingfish (Relix)
- 1997: A Night in New York (Relix)
- 1999: Sundown on the Forest (Phoenix Rising)
- 2000: Live (EMI–Capitol Special Markets)
- 2003: From the Front Row... Live DVD-Audio (Silverline)
- 2003: Greatest Hits Live (King Biscuit)
- 2004: I Hear You Knockin'  (Disky)